# Banfi (priimek)
Banfi je priimek več znanih oseb:
- Antonio Banfi (1886-1957), italijanski filozof
- Arialdo Banfi, italijanski politik
- Boštjan Banfi, slovenski fotograf
- Filippo Banfi, italijanski politik
- Giovanni Battista Banfi, italijanski škof
- Igor Banfi (*1973), slikar
- Igor Banfi, polkovnik SV
- Jaka Banfi, slovenski zgodovinar
- Janoš Banfi, slovenski pisatelj na Madžarskem
- Jožef Banfi, slovenski paraolimpijec
- Lino Banfi, italijanski igralec, komik, scenarist, kabaretist
- Pietro Alessandro Banfi, italijanski redovnik - karmeličan in škof v Tivoliju